# Кирил Петков (борец)
Вижте пояснителната страница за други личности с името Кирил Петков.
Кирил Тодоров Петков е български състезател по борба класически стил.

## Биография
Роден е на 8 юни 1933 година в хасковското село Доситеево. На летните олимпийски игри в Токио през 1964 година печели сребърен медал в борба класически стил до 78 kg. През 1965 година става европейски шампион по борба.
Кирил Петков умира на 85 години на 22 януари 2019 г.